# Chevrolet Uplander
Der Chevrolet Uplander ist ein Van (engl. minivan) der Chevrolet-Division des US-amerikanischen Herstellers General Motors mit Front- oder Allradantrieb. Er wurde ausschließlich in Nordamerika angeboten. Er ersetzte die Modelle Venture und Astro. Der Uplander war eine Weiterentwicklung des Venture und wurde im Frühjahr 2005 eingeführt, dem letzten Produktionsjahr der Modelle Venture und Astro. Nahezu baugleich mit dem Uplander waren die Modelle Saturn Relay, Buick Terraza, und Pontiac Montana SV6.

## Übersicht
Im Vergleich zum Venture wurde beim Uplander vor allem der Vorderwagen und die Motorhaube verlängert, die formale Premiere erfolgte auf der Chicago Auto Show 2004 und die Produktion startete im Herbst 2004. Er wurde im Doraville Assembly in Doraville nahe Atlanta, der Hauptstadt des US-Bundesstaates Georgia, gebaut. Am 21. November 2005 gab GM bekannt, dass das Werk Ende 2008 geschlossen wird.
Zum Produktionsbeginn wurde der Uplander mit einem 3,5-Liter-V6-Motor mit einer maximalen Leistung von 149 kW bei Frontantrieb bzw. 146 kW bei Allradantrieb und 293 Nm maximalem Drehmoment angeboten. Ein Modelljahr später (2006) folgte die Variante mit kurzem Radstand. Der 3,9-Liter-V6-Motor mit einer maximalen Leistung von 179 kW und 325 Nm maximalem Drehmoment wurde ab Modelljahr 2007 angeboten, dafür jedoch der Basismotor und die Allradvariante eingestellt. Der 3,9-Liter-V6-Motor ist eine Flexifuel-Version, die mit Ethanol und Benzin betrieben werden kann. Einzige lieferbare Getriebeausführung war ein 4-Gang-Automatikgetriebe.
Beim US-NCAP-Crashtest wurde das Fahrzeug bei den Frontalversuchen fahrerseitig mit vier Sternen bewertet, bei den vom IIHS durchgeführten Crashtests wurde es beim „Moderate overlap front“-Versuch mit „Good“ bewertet.
Die Preisliste begann bei 22.320 US-Dollar (ca. 14.300 Euro). Der Uplander war mit kurzem und langem Radständ lieferbar. 

Die Produktion des Uplander wurde Ende September 2008 eingestellt, Nachfolger ist das SUV Chevrolet Traverse. 

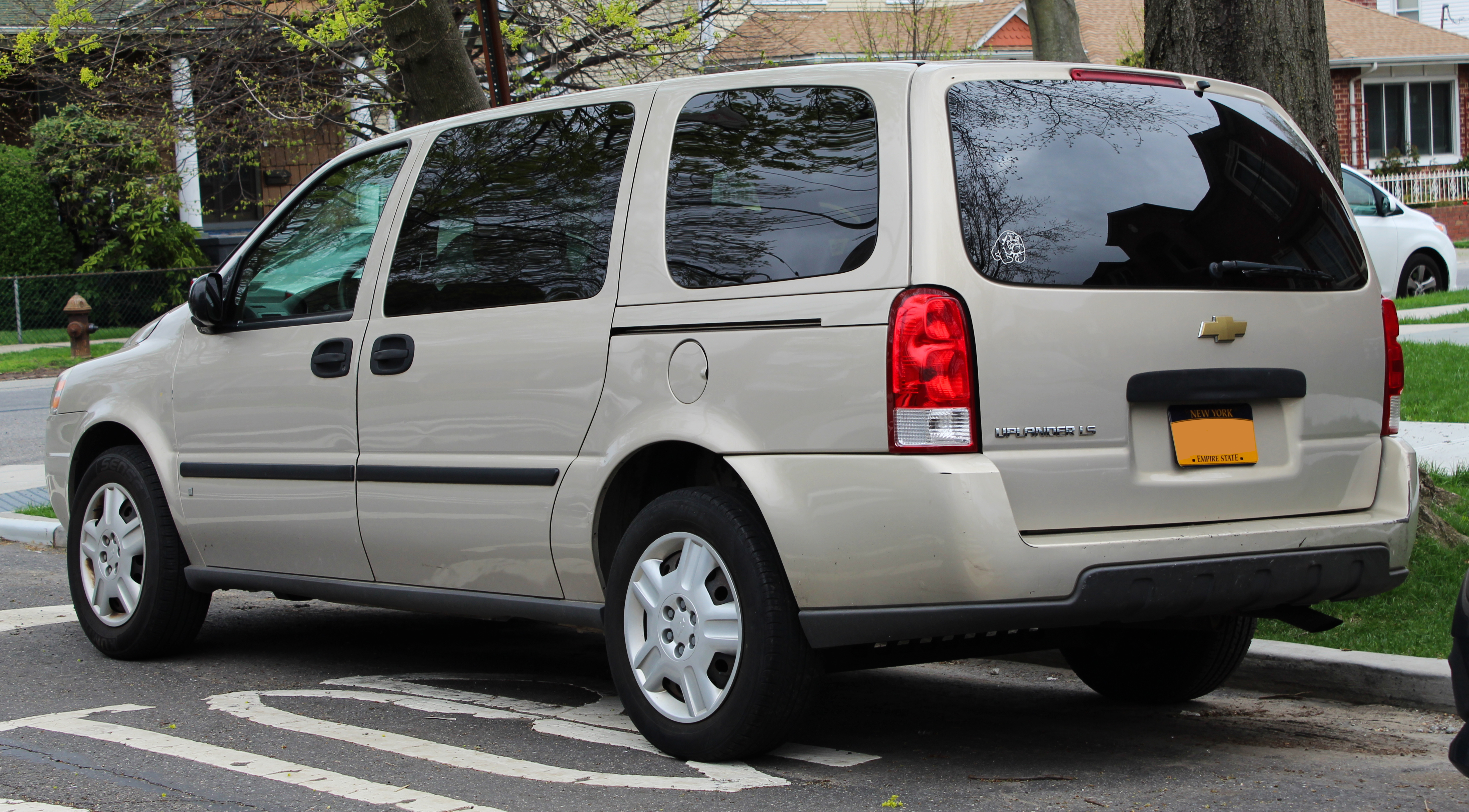
Heckansicht
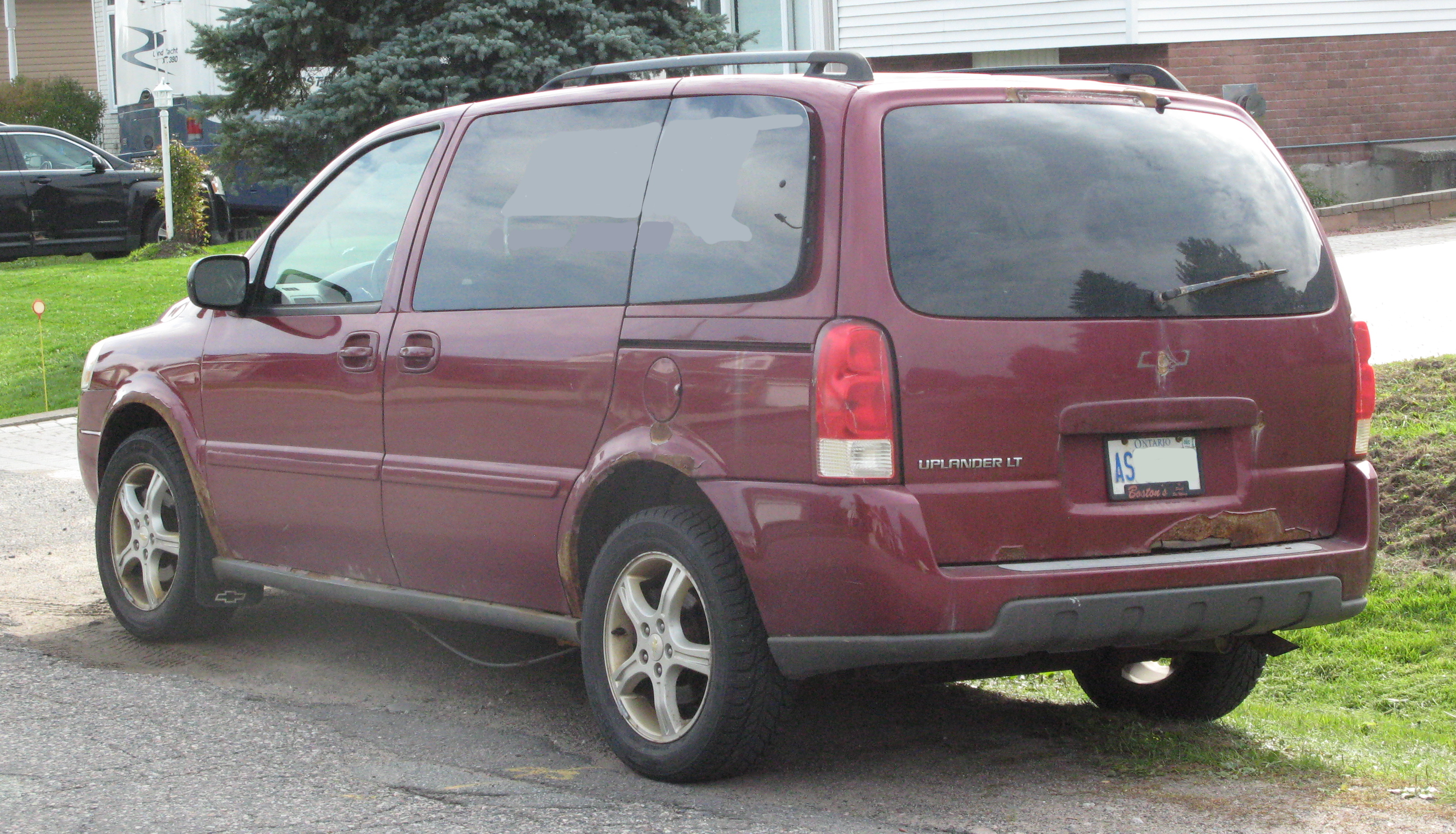
Modell mit kurzem Radstand
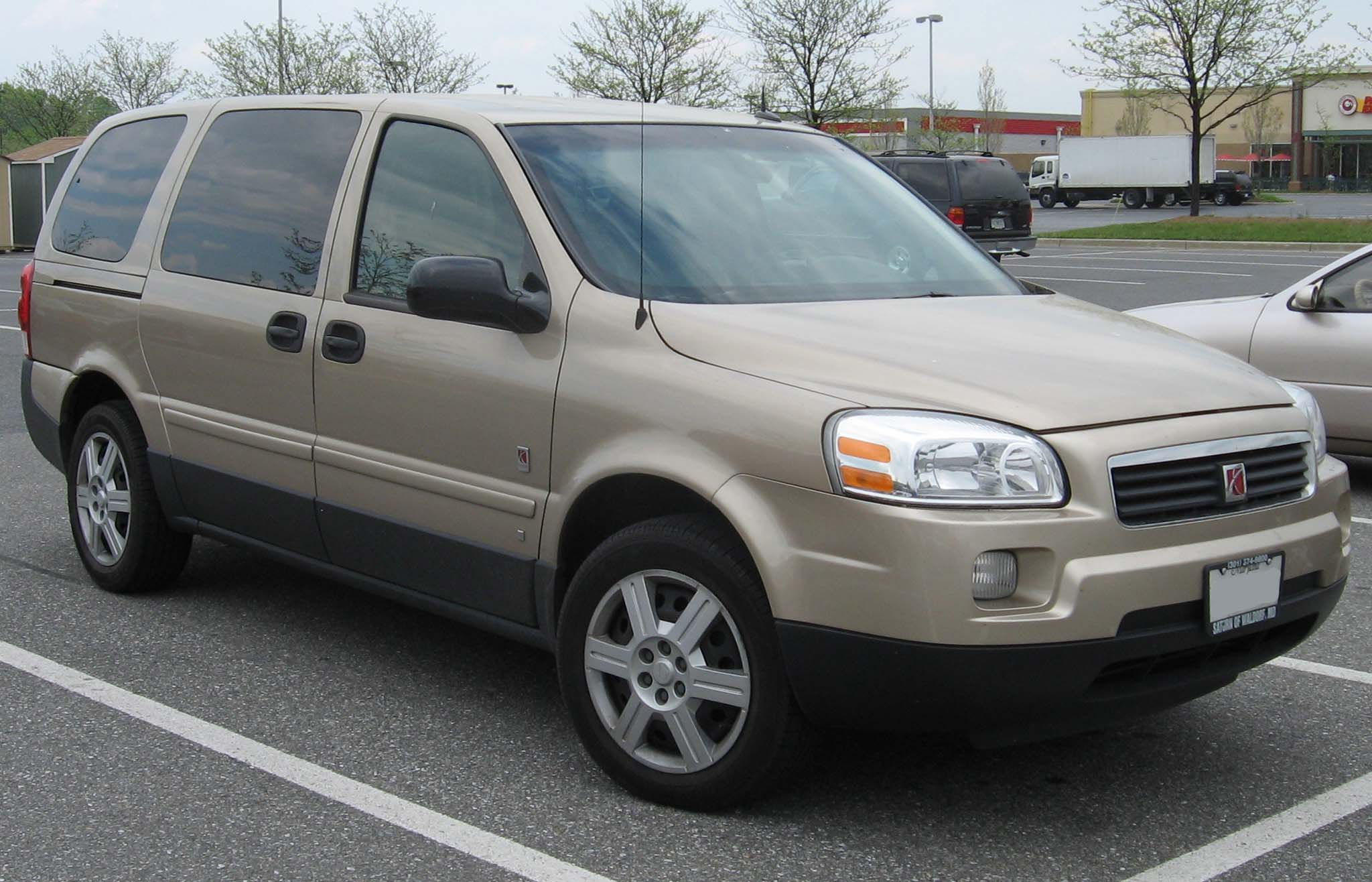
Saturn Relay